# 下野小野寺氏
下野小野寺氏（しもつけおのでらし）は、鎌倉時代の頃御家人として下野国都賀郡小野寺村（現・栃木県栃木市岩舟町小野寺）において勢力を誇った豪族小野寺氏の嫡流である。3代目小野寺秀通以降は、足利市川崎町に拠点を置き、戦国時代末期まで川崎に城を構えていたことから、川崎小野寺氏とも呼ばれる。本姓は藤原氏とされるが守部氏ともいう。家系は秀郷流で山内首藤氏の庶流にあたる。
下野国は小野寺氏の発祥地であり、当地の小野寺氏が嫡流。かなり早い時期から多くの分流を生み出し、庶流として後に実質的な小野寺氏の宗家となる出羽国仙北三郡に割拠した戦国大名となった仙北小野寺氏があり、さらに新田小野寺氏、出羽小野寺氏などがある。それらと区別するため本貫の下野の地名を付けて下野小野寺氏と呼ばれる。
下野小野寺氏の家紋は元々は嫡流を示す「一文字に六葉木瓜」であるが、その家紋は後に実質的な宗家となった仙北小野寺氏が使用するようになり、下野小野寺氏は「六葉木瓜」を使用するようになる。
居城は小野寺城であり、保元元年（1156年）に小野寺義寛によって築かれた。 明治時代には土塁の一部も残っていたが、東北自動車道建設のために破壊された。現在は跡地に城跡碑がひっそりとあるのみである。

## 概要
小野寺氏は小野寺義寛を祖とし、平安時代後半に源氏譜代の家人として源為義より下野国都賀郡小野寺七ケ村、足利郡川崎三カ村を与えられ、「一所懸命」の地として土着して小野寺を称したのが始まりと言われている。文治5年（1189年）の奥州合戦よる戦功でに出羽雄勝郡などの地頭職を得た。
2代目の小野寺通綱は征夷大将軍源頼朝の信任厚く、以降も歴代将軍に近侍している。その為、各地の所領には庶流の子弟を代官として派遣し、通綱は下野国の本領に帰り、鎌倉に常駐し出仕していたと見られる。しかし、通綱が討ち死にすると、岩舟町の小野寺城は廃城となり、嫡流である下野小野寺氏は足利市川崎町の小野寺城に移ったとみられる。
しかし、4代目小野寺通氏の跡を庶流である出羽小野寺氏の小野寺通義の子小野寺顕通が養子に送り込まれ、実質的には小野寺嫡流も庶流である出羽小野寺氏の流れとなった。
室町時代には、小野寺道業の子小野寺朝道は中務少輔を称していたといわれ、永享10年（1438年）に発生した永享の乱では、小山持政とともに足利持氏方に加勢した。また、宝徳2年の江ノ島合戦では扇谷上杉氏の上杉顕房方として参戦し、同年8月3日付の感状が伝わっている。道業の孫小野寺通古の頃、下野小野寺氏は弱体化の一途をたどり、佐野氏から養子として小野寺朝綱を迎え入れて挽回を図った。また、古河公方足利政氏が佐野氏を通じて下野小野寺氏に加勢するよう促した文書もある。このことから、下野小野寺氏は足利高基方についた宇都宮成綱、結城政朝、小田政治らと足利政氏方についた小山成長、佐竹義舜らが対立した古河公方の内紛では政氏方についたと考えられる。
戦国時代後期、小野寺長綱は兵部丞・中務少輔を称していたといわれ、足利長尾氏や佐野氏の配下にあったらしく、足利城主長尾景長の代官として北条氏康に加勢し、感状を賜っている。嫡男の小野寺景綱は長尾景長から「景」の一字を賜り景綱を名乗った。寺岡（現在の佐野市）の代官であったといわれ、永禄3年（1560年）8月2日、佐野氏15代当主佐野昌綱に寺岡の百姓らの年貢諸公事の上納確保を命じられている。慶長年間、後北条家が滅亡すると領地を没収され、浪人となり川崎村に居住していた。また、仁木」「丸山」「中山」などの家臣らとともに帰農したともいう。
後に徳川家康の命によって川崎村に新たな領主がやってくると、百姓らは領主に対する不満を年貢遅納、滞納・訴訟というかたちで表すようになり、代官は領民が旧領主下野小野寺氏を信望することを領主へ訴えた。領主は家康に讒言し、後に景綱と正綱、重綱は疑いをかけられ自刃してしまう。
生き残った景綱の娘は、小野寺朝道の次男、弘慶を祖する貞瀧坊小野寺氏に嫁ぎ、下野小野寺氏の血を現代まで伝えた。貞瀧坊小野寺氏は3代目小野寺秀道が建てた佐野徳応寺を再興し、佐野市に根付き下野国内の先達・山伏を支配していた一族である。
貞瀧坊小野寺氏に吸収された川崎小野寺氏だったが、その後、何代後かは分からないが、再び足利市川崎町に戻ってきており、明治年間の29代目小野寺滝丸、30代目小野寺清記は川崎村の助役を務めており、足尾銅山公害被害者の中にも名前が見える。また、小野寺滝丸の妹きよは関宿宿の鈴木由哲に嫁いでおり、その息子は昭和に総理大臣を務めていた鈴木貫太郎である。
川崎町よりやや北に位置する隣町足利市大久保町にある日光鹿島神社の神官も代々下野小野寺氏であり、貞滝坊小野寺氏から枝分かれした一族である。境内には小野寺龍丸の功績を称える碑文と、鈴木貫太郎による扁額がある。

## 系譜
太線は実子、細線は養子。
```
　
首藤義通

　 ┃
　
小野寺義寛

　 ┣━━━━━━━┓
　
小野寺通綱
　
小野寺秀通

　 ｜
　
小野寺秀通

　 ┣━━━━━━━━━┳━━━━━━━━━┳━━━━━━━━━┓
　
小野寺通業
　　　
小野寺重房
　　　　　
小野寺通時
　　　　　
小野寺経道

　 ┃　　　　　（新田小野寺氏）　　（久保田小野寺氏）　（仙北小野寺氏）
　 ┣━━━━━━━┓
　
小野寺通氏
　
小野寺行通

　 ｜　　　（出羽小野寺氏）
　 ｜
　
小野寺顕通

　 ┃
　
小野寺連通

　 ┃
　
小野寺通業
 
　 ┃
　
小野寺朝通

　 ┣━━━━━━━┓
　
小野寺通古
　
小野寺弘慶

　 ┃　　　　（貞滝坊小野寺氏）
　 ┃　　　　　　　　　　┃　　　
　
小野寺朝綱
　　　　
小野寺慶範

　 ┃　　　　　　　　　　　┃
　
小野寺長綱
　　　　　
小野寺春弘

　 ┣━━━━━━━┓　　（景綱の娘と婚姻し宗家を継ぐ）
　
小野寺景綱
　
小野寺顕綱

　 ┣━━━━━━━┳━━━━━━━┓
　娘　　
小野寺正綱
　　　
小野寺重綱

　 ┃
　
小野寺乗弘

　 ┃（以降、別称貞滝坊を称する）
　 ┃
　
小野寺秀弘

　 ┃
　
小野寺栄弘

　 ┃
　
小野寺秀栄

　 ┃
　
小野寺珍栄

　 ┃
　
小野寺慶珉

　 ┃
　
小野寺慶峯

　 ┃
　
小野寺珍慶
```

## 城
- 小野寺城
- 川崎城

## 墓所
- 住林寺（下都賀郡）
- 川崎城跡共同墓地（栃木県足利市川崎町）